# Sony Ericsson C902
Sony Ericsson C902 är en mobiltelefon från Sony Ericsson, lanserad på marknaden i slutet av andra kvartalet 2008. Den positioneras som en kameramobil och har en inbyggd digitalkamera på 5 megapixel. Vid lanseringen fanns telefonen i färgerna Luscious Red och Swift Black. 
C902 är med i James Bond-film, Quantum of Solace. Telefonen kommer att finnas tillgänglig i en sällsynt titan silverfärg och kommer att innehålla ett minneskort laddat med flera James Bond media.

## Design
Telefonen har utformats för att vara en efterföljare till den populära K800i och K850.

## Specifikationer
- Nätverk: EDGE, GSM 850/900/1800/1900, UMTS 2100, HSDPA
- Samtalstid: Upp till 9 timmar.
- Passningstid: Upp till 380 timmar.
- Autofokus
- Bestpic[2]
- Bildstabilisator
- Blixt
- Digital zoom
- Fotobloggning
- Fotofix
- 5 megapixel
- Video light
- Videoinspelning
- Videostabilisering
- 3D-spel
- Direktuppspelad video
- Java
- Media
- Radio - FM Radio RDS
- Visa video
- Högtalartelefon
- Polyfona ringsignaler
- Vibratorsignal
- Videosamtal
- Album art
- Bluetooth-stereo (A2DP)
- Mediaspelare
- Mega Bass
- Musikringsignaler - MP3, AAC
- PlayNow
- TrackID
- Bluetooth-teknik
- Modem
- PictBridge
- Synkronisering med PC
- USB-lagring
- USB-stöd
- Auto Rotate
- Bildskrivbordsunderlägg
- Navigationsknapp
- RSS-matningar
- Webbläsaren Access NetFront
- Mms (Bildmeddelanden)
- E-post
- Förutsägbar textinmatning
- Ljudinspelare
- Snabbmeddelanden
- Sms (Textmeddelanden)
- Anteckningar
- Flygplansläge
- Kalender
- Kontakter
- Miniräknare
- Telefonbok
- Tidtagarur
- Timer
- Uppgifter
- Väckarklocka